# Copa del Rey 1997/98
Die Copa del Rey 1997/98 war die 94. Austragung des spanischen Fußballpokals.
Der Wettbewerb startete am 3. September 1997 und endete mit dem Finale am 29. April 1998 im Estadio Mestalla (Valencia). Titelverteidiger des Pokalwettbewerbs war der FC Barcelona. Den Titel gewann erneut der FC Barcelona durch einen 5:4-Erfolg nach Elfmeterschießen im Finale gegen RCD Mallorca. Da sich die Katalanen in der Saison 1997/98 für die UEFA Champions League qualifizierten, nahm RCD Mallorca am Europapokal der Pokalsieger 1998/99 teil.

## Erste Hauptrunde
Die Hinspiele wurden am 3. September, die Rückspiele am 10. September 1997 ausgetragen.
|                            | Gesamt    |                    | Hinspiel | Rückspiel |
| -------------------------- | --------- | ------------------ | -------- | --------- |
| FC Andorra                 | 1:6       | UE Lleida          | 0:3      | 1:3       |
| Caudal Deportivo           | (a)3:3(a) | CD Ourense         | 2:3      | 1:0       |
| SD Lemona                  | 1:2       | SD Eibar           | 0:1      | 1:1       |
| UDA Gramenet               | 2:4       | FC Úbeda           | 1:4      | 1:0       |
| FC Barakaldo               | 1:4       | CA Osasuna         | 1:0      | 0:4       |
| CD Aurrerá de Vitoria      | 1:2       | Deportivo Alavés   | 1:0      | 0:2       |
| FC Burgos                  | 3:1       | CD Logroñés        | 1:0      | 2:1       |
| FC Zamora                  | 4:5       | CD Numancia        | 1:3      | 3:2       |
| Gimnàstic de Tarragona     | 0:3       | UE Figueres        | 0:2      | 0:1       |
| UP Plasencia               | 1:2       | FC Extremadura     | 1:1      | 0:1       |
| CP Moralo                  | (a)1:1(a) | CD Badajoz         | 1:1      | 0:0       |
| FC Novelda                 | 5:4       | UD Levante         | 4:4      | 1:0       |
| FC Ontinyent               | 2:4       | Hércules Alicante  | 1:2      | 1:2       |
| Recreativo Huelva          | 4:2       | FC Córdoba         | 1:1      | 3:1       |
| UD Pájara Playas de Jandía | 4:5       | UD Las Palmas      | 3:1      | 1:4       |
| Spartak Larués             | 3:2       | Olímpic de Artieda | 0:0      | 3:2       |
| FC Manchego                | 4:6       | Albacete Balompié  | 1:3      | 3:3       |
| FC Talavera                | 0:2       | CD Toledo          | 0:0      | 0:2       |
| FC Elche                   | 1:0       | FC Villarreal      | 0:0      | 1:0       |
| Écija Balompié             | 2:3       | Deportivo Xerez    | 2:1      | 0:2       |
| CD Isla Cristina           | (a)4:4(a) | FC Sevilla         | 1:2      | 3:2       |
| UD Almería                 | (a)2:2(a) | Real Jaén          | 2:1      | 0:1       |
| FC Motril                  | 0:2       | FC Lorca           | 0:1      | 0:1       |

## Zweite Hauptrunde
Die Hinspiele wurden am 8. Oktober, die Rückspiele am 29. Oktober 1997 ausgetragen.
|                   | Gesamt    |                    | Hinspiel | Rückspiel |
| ----------------- | --------- | ------------------ | -------- | --------- |
| FC Burgos         | 0:1       | Real Sociedad      | 0:1      | 0:0       |
| Racing Pintano    | 2:3       | Spartak Larués     | 2:2      | 0:1       |
| CA Osasuna        | 2:1       | Sporting Gijón     | 1:1      | 1:0       |
| UE Lleida         | 2:3       | Real Saragossa     | 1:1      | 1:2       |
| CD Ourense        | 1:3       | Celta Vigo         | 0:1      | 1:2       |
| CD Toledo         | 0:3       | UD Salamanca       | 0:1      | 0:2       |
| Rayo Vallecano    | 0:1       | FC Extremadura     | 0:1      | 0:0       |
| FC Lorca          | (a)4:4(a) | Albacete Balompié  | 0:2      | 4:2       |
| FC Úbeda          | 1:7       | RCD Mallorca       | 1:1      | 0:6       |
| Deportivo Xerez   | (a)1:1(a) | Real Jaén          | 0:0      | 1:1       |
| CD Isla Cristina  | 1:4       | Recreativo Huelva  | 1:2      | 0:2       |
| UD Las Palmas     | 5:4       | CD Teneriffa       | 3:2      | 2:2       |
| UE Figueres       | 3:2       | Espanyol Barcelona | 1:1      | 2:1       |
| Hércules Alicante | 0:4       | FC Valencia        | 0:3      | 0:1       |
| FC Novelda        | 1:0       | FC Elche           | 1:0      | 0:0       |
| CD Badajoz        | 0:3       | CP Mérida          | 0:0      | 0:3       |

## Dritte Hauptrunde
Die Hinspiele wurden am 2. Dezember 1997, die Rückspiele am 8. Januar 1998 ausgetragen.
|                   | Gesamt    |                  | Hinspiel | Rückspiel |
| ----------------- | --------- | ---------------- | -------- | --------- |
| UD Las Palmas     | (a)4:4(a) | RCD Mallorca     | 3:2      | 1:2       |
| Recreativo Huelva | 2:6       | Celta Vigo       | 0:1      | 2:5       |
| UE Figueres       | 2:3       | FC Valencia      | 1:1      | 1:2       |
| FC Novelda        | 3:7       | Real Saragossa   | 2:2      | 1:5       |
| FC Lorca          | 3:4       | CP Mérida        | 2:0      | 1:4       |
| Deportivo Alavés  | 3:2       | SD Compostela    | 1:0      | 2:2       |
| CA Osasuna        | 3:2       | Racing Santander | 3:0      | 0:2       |
| FC Extremadura    | (a)2:2(a) | UD Salamanca     | 1:0      | 1:2       |
| Deportivo Xerez   | 3:4       | Real Sociedad    | 1:0      | 2:4       |

## Achtelfinale
Die Hinspiele wurden am 13. Januar, die Rückspiele am 22. Januar 1998 ausgetragen.
|                  | Gesamt    |                     | Hinspiel | Rückspiel |
| ---------------- | --------- | ------------------- | -------- | --------- |
| Deportivo Alavés | (a)2:2(a) | Real Madrid         | 1:0      | 1:2       |
| CA Osasuna       | 1:3       | Deportivo La Coruña | 0:1      | 1:2       |
| Real Sociedad    | 1:3       | Betis Sevilla       | 0:2      | 1:1       |
| Real Saragossa   | 3:2       | Atlético Madrid     | 2:0      | 1:2       |
| FC Extremadura   | 3:4       | Athletic Bilbao     | 2:0      | 1:4       |
| Real Valladolid  | 2:4       | CP Mérida           | 1:1      | 1:3       |
| RCD Mallorca     | (a)2:2(a) | Celta Vigo          | 1:0      | 1:2       |
| FC Barcelona     | 5:2       | FC Valencia         | 2:1      | 3:1       |

## Viertelfinale
Die Hinspiele wurden am 3. Februar, die Rückspiele am 12. Februar 1998 ausgetragen
|                  | Gesamt    |                     | Hinspiel | Rückspiel |
| ---------------- | --------- | ------------------- | -------- | --------- |
| Athletic Bilbao  | (a)2:2(a) | RCD Mallorca        | 2:1      | 0:1       |
| Real Saragossa   | 5:2       | Betis Sevilla       | 3:0      | 2:2       |
| Deportivo Alavés | 3:1       | Deportivo La Coruña | 3:1      | 0:0       |
| FC Barcelona     | 5:0       | CP Mérida           | 2:0      | 3:0       |

## Halbfinale
Die Hinspiele wurden am 18. Februar, die Rückspiele am 26. Februar 1998 ausgetragen.
|                  | Gesamt |                | Hinspiel | Rückspiel |
| ---------------- | ------ | -------------- | -------- | --------- |
| Deportivo Alavés | 1:3    | RCD Mallorca   | 1:2      | 0:1       |
| FC Barcelona     | 5:2    | Real Saragossa | 5:2      | 0:0       |

## Finale
| FC Barcelona                                  | FC Barcelona | RCD Mallorca | RCD Mallorca |
| --------------------------------------------- | --- | --- | ------------ |
| FC Barcelona                                  | \| 29. April 1998 in Valencia (Estadio Mestalla) \| \| Ergebnis: 1:1 n. V. (1:1, 0:1), 5:4 i. E. \| \| Zuschauer: 54.000 \| \| Schiedsrichter: Daudén Ibáñez \|                                                                                              | \| 29. April 1998 in Valencia (Estadio Mestalla) \| \| Ergebnis: 1:1 n. V. (1:1, 0:1), 5:4 i. E. \| \| Zuschauer: 54.000 \| \| Schiedsrichter: Daudén Ibáñez \| | RCD Mallorca |
| FC Barcelona                                  | Ruud Hesp – Albert Ferrer (50. Roger), Miguel Ángel Nadal, Michael Reiziger, Winston Bogarde – Luis Enrique (106. Óscar), Albert Celades, Giovanni – Luís Figo , Sonny Anderson (76. Juan Antonio Pizzi), Rivaldo Cheftrainer: Louis van Gaal ( Niederlande) | Carlos Roa – Javier Olaizola , Marcelino, Iván Campo, Enrique Romero – Óscar Mena, Vicente Engonga (70. Xabier Eskurza), Juan Carlos Valerón (91. Iván Rocha), Jovan Stanković – Santiago Ezquerro (71. Paco Soler), Gabriel Amato Cheftrainer: Héctor Cúper ( Argentinien) | RCD Mallorca |
| FC Barcelona                                  | 1:1 Rivaldo (66.) | 0:1 Stanković (6.) | RCD Mallorca |
| FC Barcelona                                  | Elfmeterschießen | | RCD Mallorca |
| FC Barcelona                                  | Rivaldo 1:0 Giovanni Celades 2:1 Pizzi 3:2 Roger Figo 4:3 Óscar 5:4 Reiziger | Iván Rocha 1:1 Soler Campo 2:2 Olaizola 3:3 Roa Stanković 4:4 Amato Eskurza | RCD Mallorca |
| FC Barcelona                                  | Rivaldo (2.), Roger (62.), Nadal (77.), Figo (111.) | Marcelino (1.), Engonga (46.), Valerón (76.), Campo (84.), Romero (84.), Eskurza (117.) | RCD Mallorca |
| FC Barcelona                                  | Romero (93.) | | RCD Mallorca |
| FC Barcelona                                  | Óscar Mena (84.) | | RCD Mallorca |
| 29. April 1998 in Valencia (Estadio Mestalla) | | |              |
| Ergebnis: 1:1 n. V. (1:1, 0:1), 5:4 i. E.     | | |              |
| Zuschauer: 54.000                             | | |              |
| Schiedsrichter: Daudén Ibáñez                 | | |              |